# 小行星864
小行星864（864 Aase）是一颗围绕太阳公转的小行星。1921年9月30日，卡爾·威廉·萊茵姆特在海德堡描述了此天体。
該小行星以挪威剧作家亨里克·易卜生的歌剧《培尔·金特》中的登場角色奧塞（Ase）命名。A917 CB原本是于1917年2月13日由马克斯·沃夫发现，并命名为864 Aase。但1958年发现沃夫发现的这颗小行星和1926年12月7日赖因穆特发现的小行星1078（1078 Mentha）是同一颗小行星，最终1078 Mentha的命名得到保留。1974年，864 Aase的命名留给了赖因穆特在1921年发现的这颗小行星。
这颗小行星的绝对星等为12.87等。

## 相关條目
- 小行星列表/10001-11000

## 外部連結
- Asteroid Lightcurve Database (LCDB) （页面存档备份，存于）, query form (info （页面存档备份，存于）)
- Dictionary of Minor Planet Names, Google books
- Discovery Circumstances: Numbered Minor Planets (10001)-(15000) （页面存档备份，存于） – Minor Planet Center
- 小行星864 at AstDyS-2, Asteroids—Dynamic Site
  - Ephemeris · Observation prediction · Orbital info · Proper elements · Observational info
- NASA JPL小天體瀏覽器上的小行星864

| 前一小行星： 小行星863 | 小行星列表 | 後一小行星： 小行星865 |